# Эстрадиола ципионат
Эстрадиола ципионат (англ. estradiol cypionate), продаваемый под торговым названием Depo-Estradiol и другими, — эстрогенный препарат который используется в гормональной терапии менопаузальных симптомов и низкого уровня эстрогенов у женщин, в гормональной терапии для трансгендерных женщин и в гормональных противозачаточных средствах у женщин. Препарат принимают путём внутримышечного введения один раз в 1-4 недели.
Побочные эффекты эстрадиола ципионата включают повышение чувствительности груди, увеличение груди, тошноту, головную боль и задержку жидкости. Эстрадиола ципионат является эстрогеном и, следовательно, агонистом рецептора эстрогена (ЭР), биологической мишени таких эстрогенов, как эстрадиол. Это эфирный эстроген и пролекарство эстрадиола в организме. В связи с этим он считается естественной и биоидентичной формой эстрогена.
Эстрадиола ципионат был впервые описан и введен в медицинское использование в 1952 году. Наряду с эстрадиола валератом, это один из наиболее часто используемых эфиров эстрадиола. Эстрадиола ципионат в основном использовался в Соединенных Штатах, но также продается в некоторых других странах. Препарат недоступен в Европе. Доступных дженериков препарата в США не имеется.

## Медицинские применения
Медицинское применение эстрадиола ципионата такое же, как и у эстрадиола и других эстрогенов. В числе показаний к применению препарата можно назвать гормональную терапию и гормональную контрацепцию. Что касается последней, то эстрадиола ципионат используется в сочетании с медроксипрогестерона ацетатом в качестве комбинированного контрацептива для подкожных инъекций. Наряду с эстрадиола валератом, эстрадиола ундецилатом и эстрадиола бензоатом, эстрадиола ципионат используется в качестве феминизирующей гормональной терапии для трансгендерных женщин. Препарат применялся для вызывания полового созревания у девочек с задержкой полового созревания вследствие гипогонадизма.